# Nightcrawler (film)
Nightcrawler is een Amerikaanse misdaad-thriller uit 2014. De film werd geregisseerd door Dan Gilroy. De film ging in première op het Internationaal filmfestival van Toronto (TIFF) op 5 september 2014.
In de film speelt Jake Gyllenhaal de gelijknamige hoofdrol. De naam Nightcrawler staat voor iemand die continu politieauto's in de gaten houdt voor nieuws. Dan Gilroy maakte met deze film zijn regiedebuut, eerder was hij verantwoordelijk voor het scenario van Two for the Money en The Bourne Legacy.

## Verhaal
Lou Bloom is dringend op zoek naar een baan in Los Angeles. Als hij per toeval een paar nightcrawlers in actie ziet, schaft hij snel een goedkope videocamera en een politiescanner aan en gaat op zoek naar verkeersongevallen en slachtoffers van overvallen. De televisieproducente Nina die de opnames van Lou ziet, is onder de indruk van zijn opnames. Hierdoor mag Lou aan de slag bij Nina als journalist. In de miljoenenstad ontdekt hij de wereld van misdaadverslaggeving. Lou worstelt zich tussen de journalisten die onderwereldactiviteiten en andere chaotische toestanden van L.A. filmen voor de nieuwsstations van de stad. Zijn grootste concurrent Joe Loder is een doorgewinterde professional die contacten met de politie heeft. Lou zoekt naar oplossingen en doet er alles aan om snel geld te verdienen en daarbij de grens opzoekt, maar tijdens de zoektocht naar nieuws vervaagt de grens langzaam tussen toeschouwer en deelnemer.
Kort na de openingsscène is het al duidelijk dat Lou Bloom een gemankeerd inlevingsvermogen heeft dat past bij een Antisociale Persoonlijkheidsstoornis.

## Rolverdeling
| Acteur           | Personage                |
| ---------------- | ------------------------ |
| Jake Gyllenhaal  | Louis "Lou" Bloom        |
| Rene Russo       | Nina Romina              |
| Riz Ahmed        | Rick                     |
| Bill Paxton      | Joe Loder                |
| Ann Cusack       | Linda                    |
| Kevin Rahm       | Frank Kruse              |
| Michael Hyatt    | rechercheur Frontieri    |
| Price Carson     | rechercheur Lieberman    |
| Rick Chambers    | nieuwsanker Ben Waterman |
| Holly Hannula    | nieuwsanker Lisa Mays    |
| Ann Cusack       | Linda                    |
| Carolyn Gilroy   | Jenny                    |
| Kent Shocknek    | zichzelf                 |
| Pat Harvey       | zichzelf                 |
| Sharon Tay       | zichzelf                 |
| Rick Garcia      | zichzelf                 |
| Bill Seward      | zichzelf                 |
| Michael Papajohn | bewaker                  |